# FC Sheriff Tiraspol
FC Sheriff Tiraspol (ćir. ФК Шериф Тирасполь) je nogometni klub iz Moldove. Klub se ponekad jednostavno naziva FC Sheriff kako ne bi došlo do zabune s klubom FC Tiraspol koji također dolazi iz moldavskog grada Tiraspola.

## Povijest
Klub je 1997. godine osnovala tvrtka Sheriff koja je 2002. godine izgradila luksuzni stadion Sheriff za potrebe odigravanja domaćih prvenstvenih utakmica. Klub dominira domaćim prvenstvom od 2001. godine kada je osvojen prvi naslov moldavskog prvaka. Tako je do sada Sheriff Tiraspol osvojio 18 naslova prvaka. Moldovski kup osvojen je 10 puta. Također, FC Sheriff postao je prvi moldavski klub koji je osvojio kup Zajednice nezavisnih država 2003. godine. Time je FC Sheriff postao i prvi moldavski nogometni klub koji je osvojio neki međunarodni trofej. Isti kup ponovo je osvojen 2009. godine.
Zajednica Neovisnih Država obuhvaća sve zemlje koje su nastale raspadom SSSR-a, izuzev Baltičkih zemalja (Litva, Latvija, Estonija).
Također, FC Sheriff Tiraspol jedinstven je u Moldovi i po tome što je prvi počeo dovoditi igrače iz Brazila i Afrike.

## Suparništvo
Klub ima veliku navijačku podršku iz čitave pokrajine Pridnjestrovlje. Klub njeguje prijateljske odnose s drugim nogometnim klubovima iz te regije. Klubu je gradski rival FC Tiraspol. Međutim, FC Sheriff i s njime održava prijateljske odnose.
FC Sheriff Tiraspol ima veliko suparnišvo s moldavskim klubovima koji nisu iz Pridnjestrovlja. Na tim utakmicama, navijači FC Sheriffa pozivaju na neovisnost Pridnjestrovlja od Moldove.

## Klupski stadion
Stadion Sheriff je stadion istomenog moldavskog kluba iz Tiraspola. U vlasništvu je korporacije Sheriff, a izgrađen je 2002. godine. Stadion ima 14.300 sjedećih mjesta. Riječ je o modernom stadionu koji je pozitivno "iznenadio" predsjednika FIFA-e, Seppa Blattera te predstavnike škotskog nogometnog saveza, kada su službeno posjetili stadion.
Na Sheriff stadionu osim kluba, neke od svojih međunarodnih utakmica igra i moldovska nogometna reprezentacija.

## Europska natjecanja

### Liga prvaka
| Sezona    | Kolo | Protivnik            | Dom. ut. | Gost. ut.      | Ukupno |
| --------- | ---- | -------------------- | -------- | -------------- | ------ |
| 2001./02. | 1.   | Araks Ararat         | 1:0      | 2:0            | 3:0    |
|           | 2.   | Anderlecht Bruxelles | 1:2      | 0:4            | 1:6    |
| 2002./03. | 1.   | Astana               | 2:1      | 2:3            | 4:4    |
|           | 2.   | GAK Graz             | 0:2      | 1:4            | 1:6    |
| 2003./04. | 1.   | Flora Tallinn        | 1:0      | 1:1            | 2:1    |
|           | 2.   | Šahtar Donjeck       | 0:0      | 0:2            | 0:2    |
| 2004./05. | 1.   | Jeunesse Esch        | 2:0      | 0:1            | 2:1    |
|           | 2.   | Rosenborg            | 0:2      | 1:2            | 1:4    |
| 2005./06. | 1.   | Sliema Wanderers     | 2:0      | 4:1            | 6:1    |
|           | 2.   | Partizan Beograd     | 0:1      | 0:1            | 0:2    |
| 2006./07. | 1.   | Pyunik Yerevan       | 2:0      | 0:0            | 2:0    |
|           | 2.   | Spartak Moskva       | 1:1      | 0:0            | 1:1    |
| 2007./08. | 1.   | Ranger's             | 2:0      | 3:0            | 5:0    |
|           | 2.   | Bešiktaš             | 0:1      | 0:3            | 0:4    |
| 2008./09. | 1.   | Aktobe               | 4:0      | 0:1            | 4:1    |
|           | 2.   | Sparta Prag          | 0:1      | 0:2            | 0:3    |
| 2009./10. | 2.   | Inter Turku          | 1:0      | 1:0            | 2:0    |
|           | 3.   | Slavia Prag          | 0:1      | 1:1            | 1:1    |
|           | 4.   | Olympiacos           | 0:2      | 0:1            | 0:3    |
| 2010./11. | 2.   | Dinamo Tirana        | 3:1      | 0:1            | 3:2    |
|           | 3.   | Dinamo Zagreb        | 1:1      | 1:1 (11 m 6-5) | 2:2    |
|           | 4.   | Basel                | 0:1      | 0:3            | 0:4    |
| 2012./13. | 2.   | Ulisses              | 1:0      | 1:0            | 2:0    |
| 2012./13. | 3.   | Dinamo Zagreb        | 0:1      | 0:4            | 0:5    |
| 2013./14. | 2.   | Sutjeska Nikšić      | 1:1      | 5:0            | 6:1    |
|           | 3.   | Dinamo Zagreb        | 0:3      | 0:1            | 0:4    |
| 2014./15. | 2.   | Sutjeska Nikšić      | 2:0      | 3:0            | 5:0    |
|           | 3.   | Slovan Bratislava    | 0:0      | 1:2            | 1:2    |

### Kup UEFA
| Sezona    | Kolo | Protivnik          | Dom. ut. | Gost. ut. | Ukupno |
| --------- | ---- | ------------------ | -------- | --------- | ------ |
| 1999./00. | 1.   | Sigma Olomouc      | 1:1      | 0:0       | 1:1    |
| 2000./01. | 1.   | Olimpija Ljubljana | 0:0      | 0:3       | 0:3    |

### Europska liga
| Sezona    | Grupa                 | Protivnik            | Dom. ut. | Gost. ut. | Ukupno |
| --------- | --------------------- | -------------------- | -------- | --------- | ------ |
| 2009./10. | H                     | Steaua Bukurešt      | 1:1      | 0:0       | 1:1    |
| 2009./10. | H                     | Fenerbahče           | 0:1      | 0:1       | 0:2    |
| 2009./10. | H                     | FC Twente            | 2:0      | 1:2       | 3:2    |
| 2010./11. | E                     | AZ Alkmaar           | 1:1      | 1:2       | 2:3    |
| 2010./11. | E                     | Dinamo Kijev         | 2:0      | 0:0       | 2:0    |
| 2010./11. | E                     | BATE Borisov         | 0:1      | 1:3       | 1:4    |
| 2011./12. | 2. krug kvalifikacija | Željezničar Sarajevo | 0:0      | 0:1       | 0:1    |
| 2012./13. | Play-off              | Olympique Marseille  | 1:2      | 0:0       | 1:2    |
| 2013./14. | Play-off              | FK Vojvodina         | 2:1      | 1:1       | 3:2    |
| 2013./14. | K                     | FK Anži Mahačkala    | 0:0      | 1:1       | 1:1    |
| 2013./14. | K                     | Tottenham Hotspur    | 0:2      | 1:2       | 1:4    |
| 2013./14. | K                     | Tromsø IL            | 2:0      | 1:1       | 3:1    |
| 2014./15. | Play-off              | Rijeka               | 0:3      | 0:1       | 0:4    |
| 2015./16. | 2. krug kvalifikacija | Odds BK              | 0:3      | 0:0       | 0:3    |

## Osvojeni trofeji

### Domaći trofeji
- Moldovska prva liga: 2000./01., 2001./02., 2002./03., 2003./04., 2004./05., 2005./06., 2006./07., 2007./08., 2008./09., 2009./10., 2011./12., 2012./13., 2013./14., 2015./16., 2016./17., 2017., 2018., 2019., 2020./21., 2021./22., 2022./23.
- Moldovska druga liga: 1997./98.
- Moldovski kup: 1999., 2001., 2002., 2006., 2008., 2009., 2010., 2015., 2017., 2019.
- Moldovski Superkup: 2003., 2004., 2005., 2007., 2013., 2015.

### Međunarodni trofeji
- ZND kup: 2003., 2009.

## Poznati bivši igrači
- Nicolas Eduardo Demalde
- Razak Omotoyossi
- Aliaksej Kučuk
- Sergej Ravina
- Saša Kajkut
- Wallace Fernando Pereira
- Leandro Farias
- Alberto Thiago
- Igor Nóbrega de Lima
- Fred Nelson de Oliveira
- Joari Pereira dos Santos
- Ben Idriss Derme
- Ibrahim Gnanou
- Soumaila Tassembedo
- Samuel Yeboah
- Mikheil Khutsishvili
- Davit Mujiri
- Deimantas Bička
- Igoris Stukalinas
- Simeon Bulgaru
- Alexandru Epureanu
- Stanislav Ivanov
- Sergej Rogaciov
- Aleksandr Suvorov
- Ion Testemitanu
- Joshua Izuchukwu
- Chidi Odiah
- Isaac Okoronkwo
- Alberto Blanco
- Roberto Brown
- Ubaldo Guardia
- Marian Aliuţă
- Cristian Tudor
- Răzvan Cociş
- Gheorghe Florescu
- Florian Dan Lăcustă
- Peter Kiška
- Alexander Frank
- Abdoul-Gafar Mamah
- Jurij Bukel
- Sergej Perkhun
- Sergej Šmatovalenko

## Vanjske poveznice
- Službena stranica kluba